# Velká Volavka
Velká Volavka je přírodní památka rozkládající se zhruba 0,5 km jihovýchodně od obce Volevčice v okrese Most v Ústeckém kraji. Přírodní památka leží v nadmořské výšce 262–274 metrů na severozápadním úpatí vrchu Velká Volavka (344 m), po kterém nese jméno, a který je součástí Ranského středohoří.
Přírodní památka byla vyhlášena nařízením Okresního úřadu v Mostě č. 1/2000 s účinností od 30. března 2000 na ochranu halofilních rostlin. Velká Volavka je jedinou lokalitou s výskytem kriticky ohroženého jitrocele přímořského (Plantago maritima) na území okresu Most. Z dalších chráněných druhů zde byly zaznamenány ostřice žitná (Carex secalina), sítina Gerardova (Juncus gerardii), zeměžluč spanilá (Centaurium pulchellum), bahnička jednoplevá (Eleocharis uniglumis), komonice zubatá (Melilotus dentatus), skřípinec dvoublizný (Scirpus tabernaemantani), štírovník tenkolistý (Lotus tenuis) nebo ledenec přímořský (Lotus maritimus).